# Lloydia delavayi
Lloydia delavayi är en liljeväxtart som beskrevs av Adrien René Franchet. Lloydia delavayi ingår i släktet Lloydia och familjen liljeväxter. Inga underarter finns listade.